# Забредняжье
Забредняжье — деревня в Гдовском районе Псковской области России. Входит в состав Юшкинской волости Гдовского района.
Расположена на поережье Чудского озера, в 6 км к югу от райцентра Гдова и в 8 км к северо-западу от волостного центра Юшкино.

## Население
Численность населения деревни по оценке на 2000 год составляет 5 жителей.

## Известные уроженцы
- Мусьяков, Павел Ильич (1903—1976) — советский военный журналист, писатель, редактор и руководитель ряда флотских издательств, генерал-майор.